# Epicauta cupraeola
Epicauta cupraeola är en skalbaggsart som först beskrevs av Dugès 1869.  Epicauta cupraeola ingår i släktet Epicauta och familjen oljebaggar. Inga underarter finns listade i Catalogue of Life.